# Vila de Cardílio
Vila de Cardílio, também designada por Vila Cardílio ou Villa Cardillio (em latim: Villa Cardillio), é uma villa romana rústica situada na freguesia de Santa Maria, Salvador e Santiago do município de Torres Novas, distrito de Santarém e sub-região do Médio Tejo, em Portugal.
Situa-se a 3 quilómetros da cidade de Torres Novas, próximo de Caveira. Nela existem ruínas romanas de uma casa agrícola. Estas ruínas foram escavadas em 1962, das quais foi recolhido um espólio de centenas de moedas dos séculos II, III e IV, além de cerâmicas, bronzes, ferros, vidros assírios e egípcios, estuques coloridos, anéis, pedras de coar e uma estátua de Eros. Todas as peças se encontram no Museu Municipal Carlos Reis.
Na zona há uma casa de esclarecimento, com mosaicos, com um  sistema de aquecimento da casa, as termas, o pátio interior.
Para lá se chegar é necessário tomar a estrada para a zona industrial oposta à entrada da A23 no sentido Torres Novas/ Entroncamento.
A Villa Cardillio está classificada como Monumento Nacional desde 1967.